# Luka Knafelj
Luka Knafelj (nemško Lucas Knaffel), slovenski rimskokatoliški duhovnik, * okoli 1621, Ribnica na Dolenjskem, † 29. junij 1671, Dunaj.

## Življenje
Luka Knafelj se je rodil v Ribnici na Dolenjskem. Podrobni rojstni podatki niso poznani, saj izvirajo najstarejše župnijske matične knjige v Ribnici iz leta 1662. Rojstno leto je bilo določeno na osnovi podatkov o njegovi smrti. Šolal se je v Stični pri cistercijanskih redovnikih, najverjetneje v letih 1629 do 1634. Moral je biti bister fantič, sicer ga stiški redovniki ne bi vzeli pod svoje okrilje. V samostanu je bil deležen stroge vzgoje in nadpovprečno dobre izobrazbe.
Stiška cistercijanska opatija je najstarejši samostan na ozemlju današnje Slovenije in tudi največji in najvplivnejši samostan na slovenskih tleh. Zgodovinsko so cistercijanci red benediktincev, imenovanem po francoskem samostanu Citeaux, poudarjali so ročno delo, pospeševali živinorejo, promet, trgovino in obrt ter se posvečali dobrodelni dejavnosti. S prepisovanjem literarnih del iz klasične in orientalske literature so opravili pomembno kulturno delo, ki je lepo dopolnjevalo njihove originalne stvaritve. Svoja dela so pisali v latinskem jeziku, pozneje veliko tudi v nemškem. Za slovenski jezik je bilo v stiški opatiji bore malo prostora. Samostan je skozi stoletja posedoval velik kos slovenske zemlje, vendar pa je v vsej zgodovimi samostana najti komaj kakšen poizkus približati se ljudstvu, sredi katerega je živel.
Mali Luka se je izkazal s svojo bistrostjo tudi v času, ki ga je preživel v samostanu, sicer ga stiški redovniki ne bi poslali naprej na jezuitsko gimnazijo v Ljubljano. Jezuitska latinska gimnazija je izobraževala učence, da so lahko nadaljevali študij filozofije ali teologije na liceju, to je na višješolski ravni, ki jo je prav tako vodil jezuitski red, in je z gimnazijo tvoril celoto. Po končani šestletni gimnaziji in dveletnem liceju so morali učenci nadaljevati šolanje še leto dni v Gradcu na Štajerskem, nato pa so se lahko brez ovir vpisovali na univerze.
Jezuiti so svojo gimnazijo odprli leta 1597, takoj po prihodu v Ljubljano in vsako leto uvedli višji razred, dokler ni postala šola v šolskem letu 1604/05 popolna. Imela je štiri gramatične in dva humanistična razreda (poetika in retorika). V prvih dveh razredih so poučevali osnove latinskega jezika in prebirali lažja besedila, v tretjem so izpopolnjevali latinsko slovnico in začeli pouk grščine, v četrtem razredu so obdelali skladnjo, znanje latinščine je bilo že kar dobro. V petem razredu so se učenci seznanjali z načeli govorništva, šesti razred pa je ob prebiranju zahtevnejših besedil izpopolnjeval govorniško znanje. Učni jezik je bila latinščina, medtem ko sta oba živa jezika, nemški in slovenski, ostala povsem v ozadju. Pouk je potekal po pravilih jezuitskega šolskega sistema. »Ratio atque institutio studiorum Societatis Jesu«, ki je bil natisnjen leta 1599 in je bil temeljni vzgojni dokument za vse jezuitske gimnazije po vseh deželah Evrope do njegove ukinitve leta 1784.
Luka Knafelj je obiskoval gimnazijo in licej v letih 1634 do 1642, v šolski listini je omenjen februarja 1640. Tega leta naj bi končal šestletno gimnazijo in se vpisal na dvoletni licej. Nadalje je znano, da je bil leta 1643 vpisan na univerzi v Gradcu kot študent prvega letnika filozofije. Študij teologije je začel okrog leta 1644 najverjetneje na Dunaju in bil tam junija 1648 kot 27-letni mladenič posvečen v duhovnika. Posvetitev je opravil tedanji dunajski škof Philip Friedrich Breuner v škofijski kapeli sv. Andreja na Dunaju. Luka Knafelj je tako postal duhovnik tedaj razmeroma majhne in le na mesto omejene dunajske škofije. Ni znano, kaj je počel mladi duhovnik po končanem študiju in posvetitvi, zabeleženo pa je, da je leta 1651 postal dušni pastir v dunajski dvorni bolnišnici. V tem času se je verjetno zbližal z dvorom, med svoje prijatelje in znance pa je lahko štel tudi rojaka Jurija Bohinca (Georg Wohinz), uglednega profesorja prava in poznejšega rektorja dunajske univerze.
Luka Knafelj je postal leta 1658 župnik v kraju Groβ Ruβbach na Spodnjem Avstrijskem. Župnija s protekcijo in cesarskim varstvom leži sredi vinorodne pokrajine Weinvierterl, približno 50 km severno od Dunaja. Pripadalo ji je precej zemlje, župnijsko poslopje, v katerem je župnik stanoval, pa je bil kar srednje velik dvorec. Med Knafljevimi predhodniki, župniki v Groβ Ruβbachu je zaslediti večje število plemiških imen. Iz ohranjenih dokumentov je mogoče sklepati, da je bil Luka Knafelj dinamičen človek in odličen gospodar, ki je znal spretno obračati denar, niso mu pa bili tuji niti pravni in drugi administrativni posli.
Župnijsko posestvo je bil glavni vir Knafljevih dohodkov, ki so bili tolikšni, da je lahko leta 1667 kupil na Dunaju lepo hišo in v njej tudi stanoval, kadar je prihajal na obisk v glavno mesto. Hiša, sestoječa iz dveh med seboj povezanih poslopij s kasnejšo mestno številko 807, danes Seilerstätte 2, je stala ob obzidju današnjega prvega okraja, povsem blizu stare zgradbe dunajske univerze in cerkve sv. Jakoba.
Luka Knafelj je 29. junija 1671 umrl na Dunaju za sušico komaj petdesetleten in je v oporoki, ki jo je sestavil pred pričami le dva tedna pred smrtjo, skoraj vse svoje premoženje zapustil štipendijski ustanovi, danes imenovani Knafljeva ustanova (nemško Lucas Knaffel'sche Privatstiftung).